# بخش موسکالنسکی
بخش موسکالنسکی (به لاتین: Moskalensky District) یک منطقهٔ مسکونی در روسیه است که در استان اومسک واقع شده‌است.